# Temporada 2002 de la WNBA
La Temporada 2002 de la WNBA fue la sexta en la historia de la Women's National Basketball Association. Las campeonas fueron Los Angeles Sparks, por segundo año consecutivo.

## Clasificaciones

### Conferencia Este
| Conferencia Este     | G  | P  | PCT  | Conf. | PD  |
| -------------------- | -- | -- | ---- | ----- | --- |
| New York Liberty x   | 18 | 14 | .563 | 11–10 | –   |
| Charlotte Sting x    | 18 | 14 | .563 | 12–9  | –   |
| Washington Mystics x | 17 | 15 | .531 | 12–9  | 1.0 |
| Indiana Fever x      | 16 | 16 | .500 | 12–9  | 2.0 |
| Orlando Miracle o    | 16 | 16 | .500 | 13–8  | 2.0 |
| Miami Sol o          | 15 | 17 | .469 | 11–10 | 3.0 |
| Cleveland Rockers o  | 10 | 22 | .312 | 7–14  | 8.0 |
| Detroit Shock o      | 9  | 23 | .281 | 6–15  | 9.0 |

### Conferencia Oeste
| Conferencia Oeste     | G  | P  | PCT  | Conf. | PD   |
| --------------------- | -- | -- | ---- | ----- | ---- |
| Los Angeles Sparks x  | 25 | 7  | .781 | 17–4  | –    |
| Houston Comets x      | 24 | 8  | .750 | 16–5  | 1.0  |
| Utah Starzz x         | 20 | 12 | .625 | 12–9  | 5.0  |
| Seattle Storm x       | 17 | 15 | .531 | 10–11 | 8.0  |
| Portland Fire o       | 16 | 16 | .500 | 8–13  | 9.0  |
| Sacramento Monarchs o | 14 | 18 | .438 | 8–13  | 11.0 |
| Phoenix Mercury o     | 11 | 21 | .344 | 7–14  | 14.0 |
| Minnesota Lynx o      | 10 | 22 | .313 | 6–15  | 15.0 |

## Galardones
| Galardón                                      | Ganadora           | Equipo             |
| --------------------------------------------- | ------------------ | ------------------ |
| MVP de las Finales de la WNBA                 | Lisa Leslie        | Los Angeles Sparks |
| MVP de la Temporada de la WNBA                | Sheryl Swoopes     | Houston Comets     |
| Mejor Defensora de la WNBA                    | Sheryl Swoopes     | Houston Comets     |
| Jugadora Más Mejorada de la WNBA              | Coco Miller        | Washington Mystics |
| Peak Performers de la WNBA                    | Chamique Holdsclaw | Washington Mystics |
| Peak Performers de la WNBA                    | Chamique Holdsclaw | Washington Mystics |
| Rookie del Año de la WNBA                     | Tamika Catchings   | Indiana Fever      |
| Premio a la Jugadora Más Deportiva de la WNBA | Jennifer Gillom    | Phoenix Mercury    |
| Entrenador del Año de la WNBA                 | Marianne Stanley   | Washington Mystics |

## Playoffs
|  | 1ª ronda Mejor de 3 | 1ª ronda Mejor de 3 | 1ª ronda Mejor de 3 |             |    | Finales de Conferencia Mejor de 3 | Finales de Conferencia Mejor de 3 | Finales de Conferencia Mejor de 3 |  |    | Finales de la WNBA Mejor de 3 | Finales de la WNBA Mejor de 3 | Finales de la WNBA Mejor de 3 |  |
|  |                     |                     |                     |             |    |                                   |                                   |                                   |  |    |                               |                               |                               |  |
|  |                     |                     |                     |             |    |                                   |                                   |                                   |  |    |                               |                               |                               |  |
|  | E1                  | New York            | 2                   |             |    |                                   |                                   |                                   |  |    |                               |                               |                               |  |
|  | E1                  | New York            | 2                   |             |    |                                   |                                   |                                   |  |    |                               |                               |                               |  |
|  | E4                  | Indiana             | 1                   |             |    |                                   |                                   |                                   |  |    |                               |                               |                               |  |
|  | E4                  | Indiana             | 1                   |             | E1 | New York                          | 2                                 |                                   |  |    |                               |                               |                               |  |
|  | Conferencia Este    |                     |                     |             | E1 | New York                          | 2                                 |                                   |  |    |                               |                               |                               |  |
|  |                     |                     | E3                  | Washington  | 1  |                                   |                                   |                                   |  |    |                               |                               |                               |  |
|  | E2                  | Charlotte           | E3                  | Washington  | 1  | 0                                 |                                   |                                   |  |    |                               |                               |                               |  |
|  | E2                  | Charlotte           |                     |             |    |                                   |                                   |                                   |  |    |                               |                               |                               |  |
|  | E3                  | Washington          | 2                   |             |    |                                   |                                   |                                   |  |    |                               |                               |                               |  |
|  | E3                  | Washington          | 2                   |             |    |                                   |                                   |                                   |  | E1 | New York                      | 0                             |                               |  |
|  |                     |                     |                     |             |    |                                   |                                   |                                   |  | E1 | New York                      | 0                             |                               |  |
|  |                     |                     | W1                  | Los Angeles | 2  |                                   |                                   |                                   |  |    |                               |                               |                               |  |
|  | W1                  | Los Angeles         | W1                  | Los Angeles | 2  | 2                                 |                                   |                                   |  |    |                               |                               |                               |  |
|  | W1                  | Los Angeles         |                     |             |    |                                   |                                   |                                   |  |    |                               |                               |                               |  |
|  | W4                  | Seattle             | 0                   |             |    |                                   |                                   |                                   |  |    |                               |                               |                               |  |
|  | W4                  | Seattle             | 0                   |             | W1 | Los Angeles                       | 2                                 |                                   |  |    |                               |                               |                               |  |
|  | Conferencia Oeste   |                     |                     |             | W1 | Los Angeles                       | 2                                 |                                   |  |    |                               |                               |                               |  |
|  |                     |                     | W3                  | Utah        | 0  |                                   |                                   |                                   |  |    |                               |                               |                               |  |
|  | W2                  | Houston             | W3                  | Utah        | 0  | 1                                 |                                   |                                   |  |    |                               |                               |                               |  |
|  | W2                  | Houston             |                     |             |    |                                   |                                   |                                   |  |    |                               |                               |                               |  |
|  | W3                  | Utah                | 2                   |             |    |                                   |                                   |                                   |  |    |                               |                               |                               |  |
|  | W3                  | Utah                | 2                   |             |    |                                   |                                   |                                   |  |    |                               |                               |                               |  |
|  |                     |                     |                     |             |    |                                   |                                   |                                   |  |    |                               |                               |                               |  |

### Finales
| 29 de agosto | Los Angeles Sparks                                | 71–63                              | New York Liberty                                       |                                                             |  |
| 7:30pm       | Marcador por tiempos: 35–35, 36–28                | Marcador por tiempos: 35–35, 36–28 | Marcador por tiempos: 35–35, 36–28                     |                                                             |  |
|              | Estadísticas Mabika 20 Byears 11 Nikki Teasley 11 | Reporte Pts Reb Asts               | Estadísticas Hammon 18 Weatherspoon 7 tres jugadoras 3 | Pabellón: Madison Square Garden, New York Televisión: ESPN2 |  |

| 31 de agosto | New York Liberty                                            | 66–69                              | Los Angeles Sparks                                |                                                       |  |
| 3:30pm       | Marcador por tiempos: 24–31, 42–38                          | Marcador por tiempos: 24–31, 42–38 | Marcador por tiempos: 24–31, 42–38                |                                                       |  |
|              | Estadísticas Johnson, Whitmore 17 Phillips 8 Weatherspoon 5 | Reporte Pts Reb Asts               | Estadísticas Leslie 17 Byears 11 Nikki Teasley 11 | Pabellón: STAPLES Center, Los Angeles Televisión: NBC |  |